# Cai Chuseng (director)

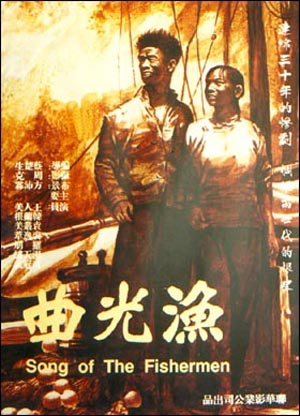
Cartell de la pel·lícula Song of the Fishermen

En una onomàstica xinesa Cai és el cognom i Chuseng el prenom.
Cai Chuseng (xinès simplificat: 蔡楚生) (Shanghai, 1906 - 1968) va ser un guionista, productor i director de cinema xinès que pertany a la nomenada "segona generació" de directors xinesos. Va ser un dels directors més coneguts a Occident i l'any 1935 va ser el primer director xinès en guanyar un premi internacional (Festival Internacional de Cinema de Moscou) per la seva pel·lícula 漁光曲/渔光曲 (Song of the Fishermen).

## Biografia
Cai Chuseng va néixer el 12 de gener de 1905 a la municipalitat de Shanghai a la Xina, a finals de la dinastia Qing. Quan tenia 6 anys els seus pares es van traslladar a Chaoyang a la província de Guangdong. Va estudiar en una escola privada i als dotze anys el seu pare el va enviar a Shantou per aprendre un ofici, primer en un banc d'estil antic (qian zhuang) i després en una botiga familiar de queviures. Durant el Moviment del 30 de maig del 1925, Cai va participar en la Shantou Store Staff Association, on es va encarregar de l'apartat propagandístic i va aprendre a escriure articles i crítiques. També va organitzar el Jinye Vernacular Drama Club, on va escriure, dirigir i actuar en obres teatrals i va dur a terme diferents activitats de publicitat cultural i artística.
Durant la Revolució Cultural va ser perseguit i va morir el 15 de juliol de 1968.

#### Trajectòria cinematogràfica
Va iniciar la seva trajectòria al cinema quan ell i un grup de companys del Jinye, van ajudar la productora Shanghai Huaju Film Company a rodar escenes a l'aire lliure a Shantou de la pel·lícula 情奴 (Love Slaves) i amb la col·laboració del director Chen Tian van coescriure el curtmetratge 呆 运 (Bad Luck).
El 1929 Cai va arribar a Xangai i va treballar en diverses companyies cinematogràfiques com a figurant, director d'escena, actor, escenografia, ajudant de direcció, i guionista. Després d'aquesta experiència va entrar a la Mingxing Film Company, també coneguda com Star Film Company, on va ser ajudant de direcció de Zheng Zhengqiu i més tard a la Linhua Film Company (Lianhua Yingye Gongsi), on durant molts anys va rodar la majoria de les seves pel·lícules. El 1932, va dirigir de manera independent la seva primera pel·lícula "Spring in the South" [ i el mateix any, va dirigir "Pink Dream", que narra la història de la vida d'un jove escriptor de Xangai ,Luo Wen.
El 1935 va dirigir 新女性 (New Women) protagonitzada per Ruan Lingyu, actriu que es va suïcidar com el personatge que interpreta en film de Cai.
El 1937 Cai va fugir de l'ocupació japonesa de Shanghai i va passar més de quatre anys fent pel·lícules de resistència en llengua cantonesa a Hong Kong. Després de l'ocupació de Hong Kong va fugir a Guilin, i finalment a Chongqing a finals de 1944, on es va trobar amb el seu vell amic Shi Dongshan.
El gener de 1946, Cai va tornar a Shanghai per ajudar a organitzar la productora Kunlun hereva dels estudis Lianhua, i el 1947, ell i Zheng Junli van coescriure i dirigir The Spring River Flows East (一江春水向東流), la segona pel·lícula de la Kunlun, que es va projectar en dues parts The Eight War-Torn Years (八年离乱) i The Dawn (天亮前后). Aquest és el treball que s´ha considerat com el més important en la seva carrera cinematogràfica, independentment de la seva naturalesa ideològica, i com el cim del seu estil de filmació. Rodada a finals de la segona guerra sino-japonesa, com a dada curiosa, en la pel·lícula es mostren per primer cop en una producció xinesa, els camps de concentració japonesos. La pel·lícula va ser tan popular que es va projectar Shangai durant gairebé un any. Per la durada i el seu caracter èpic, s'ha comparat el film amb "Allò que el vent s'endungué".
El 1949, va anar a Pequín per assistir al Congrés de Treballadors de la Literatura i l'Art Xinesos i a la Conferència Consultiva Política del Poble Xinès. Després de la fundació de la República Popular de la Xina, va treballar principalment en tasques administratives del govern. També va participar activament en la promoció de la indústria cinematogràfica xinesa i va formar part de l'organització que revisava la qualitat de les pel·lícules i reconeixia els talents artístics emergents. Progressivament seria designat director del Committee of the Film Bureau i subdirector del departament de cinema del Ministeri de Cultura del Govern Popular Central, president de l'Associació de Treballadors del Cinema Xinès i vicepresident de l'Associació de Cercles Literaris i Artístics de la Xina. Es va unir al Partit Comunista Xinès el 1956.
El 2020 es va estrenar el documental Zhui guang wanli, dirigit per Zhang Tongdao i on es repassa la trajectòria d'alguns pioners del cinema xinés, com Lisa Lu, una de les primeres estrelles asiàtiques al cinema dels Estats Units, Lai Manwai, considerat el pare del cinema de Hong Kong, i Cai Chuseng entre d'altres.

## Filmografia destacada
| Any  | Títol xinès                            | Títol anglès                | Notes                              |
| ---- | -------------------------------------- | --------------------------- | ---------------------------------- |
| 1932 | 南國之春/南国之春                      | Spring in the South         |                                    |
| 1932 | 粉紅色的夢/粉红色的梦                  | Pink Dream                  |                                    |
| 1932 | 共赴國難/共赴国难                      | Facing the National Crisis  |                                    |
| 1934 | 漁光曲/渔光曲                          | Song of the Fishermen       |                                    |
| 1935 | 新女性                                 | New Women                   | Hi ha versió subtitulada al català |
| 1936 | 迷途的羔羊                             | Lost lambs                  |                                    |
| 1937 | 王老五                                 | Fifth Brother Wang          |                                    |
| 1939 | 孤島天堂/孤岛天堂                      | Orphan Island Paradise      |                                    |
| 1940 | 前程萬里/前程万里                      | Boundless Future            |                                    |
| 1947 | 一江春水向東流上集/ 一江春水向东流上集 | The Spring River Flows East | Hi ha versió subtitulada al català |